# Durbar-festival

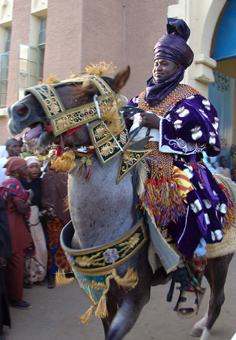
Ruiter bij Kano Durbar (2006)

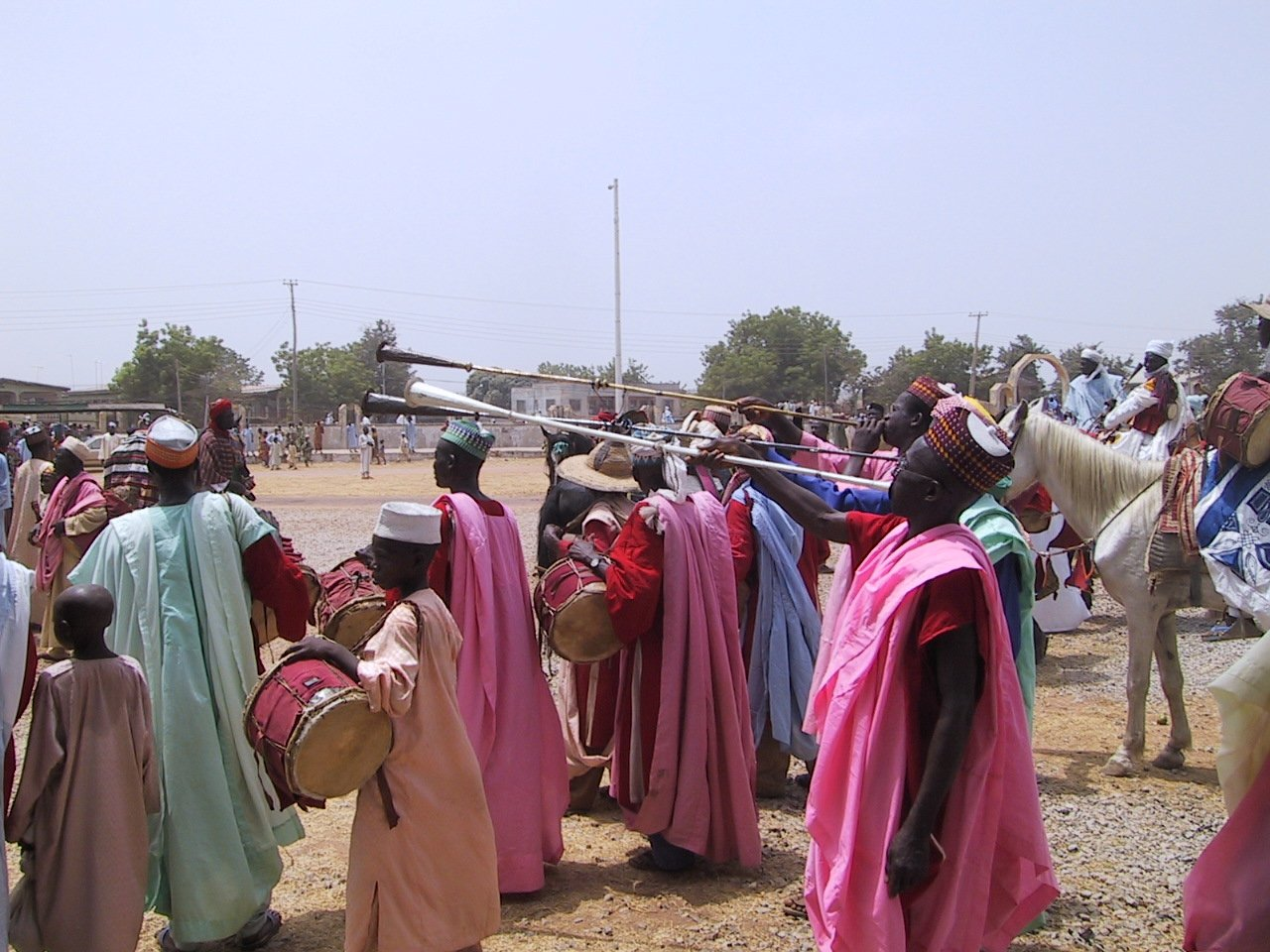
Bida Durbar (2001)

Een Durbar-festival is een festival dat in verschillende Nigeriaanse steden wordt gevierd. Het vindt plaats in de periode na de Ramadan, na het Suikerfeest en vóór het Offerfeest.
Het hoogtepunt is een kleurrijke optocht met stamhoofden in ceremoniële kledij, ruiters in feestelijke kostuums en luitspelers.